# Самоедский мальчик
«Самоедский мальчик» — советский мультипликационный фильм.

## Сюжет
Ненецкий мальчик Чу разоблачает жадного шамана, обманывавшего людей, после чего, унесённый на льдине в открытое море и спасённый советскими моряками, попадает в Ленинград, где поступает на рабфак, учится и думает вернуться в родное стойбище строить новую жизнь.

## Создатели
- Сценаристы, режиссёры и художники: Николай и Ольга Ходатаевы, Валентина и Зинаида Брумберг
- Художник-мультипликатор: В. Семёнов
- Звукорежиссёр: Н. Тимарцев
- Композитор: Леонид Половинкин

## Технические данные
- чёрно-белый, рисованный, немой (с титрами)
- в 1931 году озвучен, режиссёр звукового варианта Н. Бравко

## Оценки критиков
Стала все заметнее и ярче проявлять себя детская мультипликация. В 20-е годы она представлена такими, например, талантливыми рисованными фильмами, как «Каток» Д. Черкеса и И. Иванова-Вано, «Тараканище» А. Иванова, «Самоедский мальчик» Н. Ходатаева, О. Ходатаевой, В. и 3. Брумберг. Эти картины несут на себе черты стилистической законченности и оригинальности. В «Самоедском мальчике» интересно использованы образы самобытного изобразительного искусства северных народов.
— Асенин С.В.

 Фильм «Самоедский мальчик отлично смотрится и сегодня благодаря изысканной графике в стиле ненецких рисунков и гравировок на кости. Печать на тонком целлюлоиде, ювелирная штриховка создавали эффект кисеи, внутренней пульсации кадра...
— Малюкова Л.Л.